# Polioptila attenboroughi
A Polioptila attenboroughi a madarak osztályának a verébalakúak (Passeriformes) rendjéhez és a szúnyogkapófélék (Polioptilidae) családjához tartozó faj.

## Rendszerezése
A fajt Andrew Whittaker, Alexandre Aleixo,Bret M. Whitney, Brian Tilston Smith és John Klicka írta le 2013-ban. Besorolása vitatott, egyes szervezetek szerint a Polioptila guianensis alfaja Polioptila guianensis attenboroughi néven.

## Előfordulása
Brazília területén honos.